# Бьеноре
Бьеноре — святой из Вандома. День памяти — 9 мая.
Святой Бьеноре, или Бье (Bié), или Беат (Beatus) известен как полулегендарный святой из Вандома. По преданию, он жил неподалёку от города в пещере и подобно святому Георгию победил дракона. Предание о нём созвучно преданию о святом Беате Лунгернском.

## Предание
Предание гласит, что святой Бьеноре постился и молился перед битвой с драконом. Сообщают, что дракон был столь велик, что когда он отправлялся на водопой к близлежащей реке, хвост его всё ещё оставался в пещере. Он был настолько велик, что осушал реку Луара, когда пил из неё. Имеется несколько версий описания этого сражения. Согласно одной из них дракон бежал при виде святого, согласно другой святой Бьеноре поразил дракона одним ударом своего посоха, согласно третьей дракон удавился на своей цепи.

## Историчность
Святой Бьеноре отождествляется с миссионером, проповедовавшим и молившимся не только в Вандоме, но и в Гаронне, Лаоне и Нанте. В качестве места его кончины называют Шеврессон (Chevresson), что неподалёку от Лаона.

## Почитание святого Бьеноре
Часовня, относящаяся к V веку, была построена на склоне холма, на котором он жил.
Ассоциация Фобур сен Бьеноре организует ежегодный фестиваль в честь святого во второе воскресение мая.